# اتو (آیووا)
اتو (به انگلیسی: Oto) شهری در ایالت آیووا کشور ایالات متحده آمریکا است که جمعیت آن در سرشماری سال ۲۰۱۰ میلادی، ۱۰۸ نفر بوده‌است.